# Ginny Blackmore
Virginia Blackmore, detta Ginny (Auckland, 6 marzo 1986), è una cantautrice neozelandese.

## Biografia
Il singolo di debutto di Ginny Blackmore, Bones, è stato pubblicato a marzo 2013 ed ha raggiunto la vetta della classifica neozelandese, venendo certificato disco di platino nel paese, dove è risultato la ventunesima canzone più venduta dell'anno. Il secondo singolo, SFM, è una cover del brano Sing for Me di Christina Aguilera, co-scritto dalla stessa Blackmore per il disco Lotus e si è piazzato in 21ª posizione in Nuova Zelanda. Ad aprile 2014 è uscito Holding You, in collaborazione con Stan Walker, arrivato in prima posizione in madrepatria e in 43ª posizione in Australia. Nel medesimo anno la cantante ha ricevuto una candidatura agli MTV Europe Music Awards nella categoria Miglior artista neozelandese, perdendo poi contro Lorde. Il primo album in studio, intitolato Over the Moon, è uscito a dicembre 2015 e si è classificato in 25ª posizione in Nuova Zelanda. È stato promosso dal singolo Love Me Anyway, 31º a livello nazionale.

## Discografia

### Album in studio
- 2015 – Over the Moon

### Singoli
- 2013 – Bones
- 2013 – SFM
- 2014 – Holding You (con Stan Walker)
- 2015 – Love Me Anyway
- 2015 – Hello World
- 2015 – Under My Feet